# Sporobacterium olearium
Sporobacterium olearium è una specie di batterio appartenente alla famiglia delle Lachnospiraceae.